# 다케쇼보

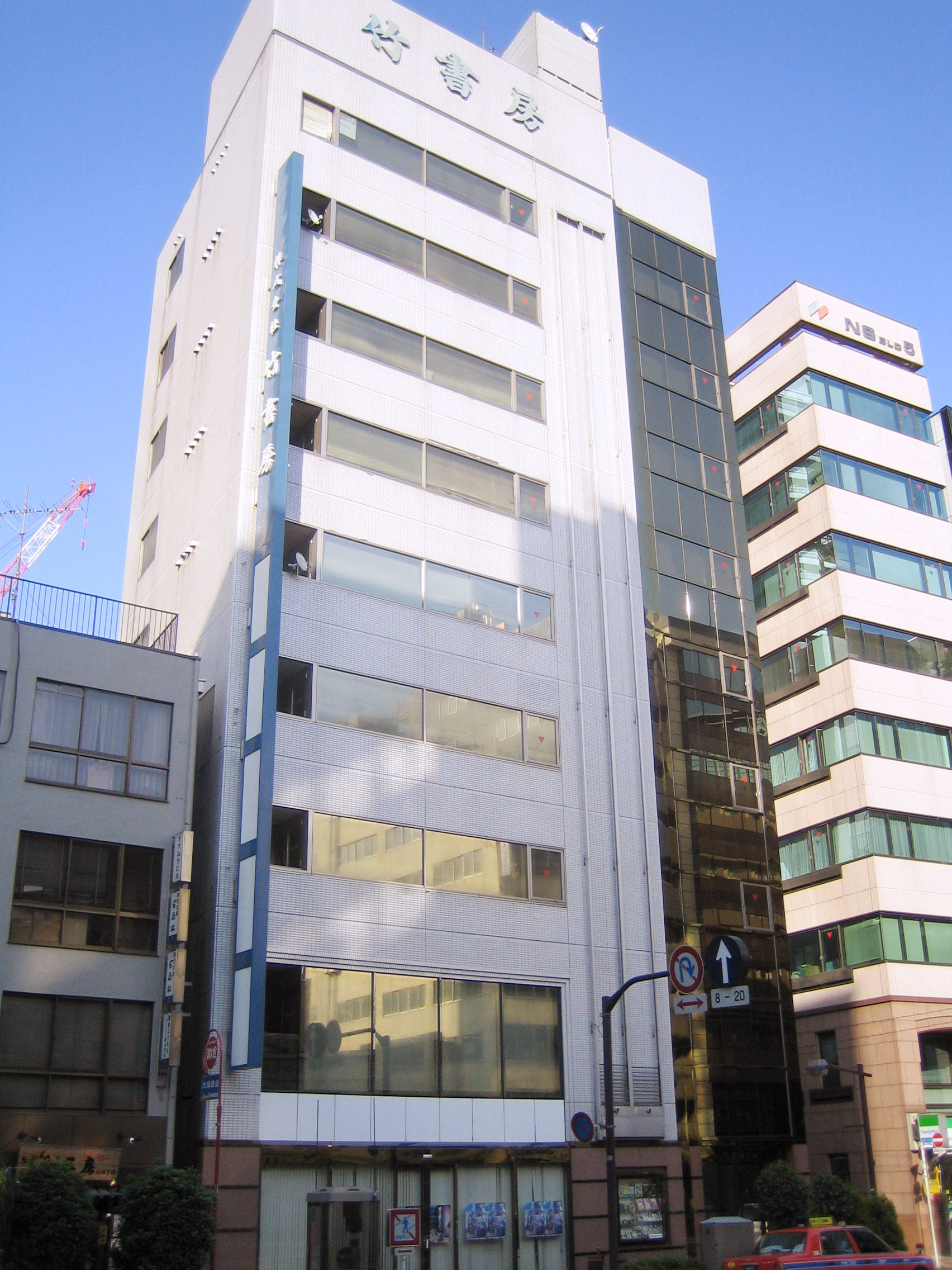
다케쇼보 빌딩. 좌측의 빌딩에는 사쿠힌샤가 입주해 있다.

주식회사 다케쇼보(일본어: 株式会社竹書房, 죽서방, TAKESHOBO Co., LTD.)은 일본의 출판사이다. 도쿄도 지요다구 이이다바시에 있다.
1972년에 노구치 교이치로가 설립하였으며, 일본 최초로 마작 전문지 《월간 긴다이마잔》(近代麻雀)을 창간하였다. 이후 마작 만화 전문지와 4컷 만화 전문지를 간행하기 시작하였고, 마작박물관도 설립하였다.
지금은 마작 전문지나 4컷 만화 이외에도 파친코나 슬롯머신 전문지와 사진집 등도 출판하고 있으며, 영화나 드라마의 원작 소설이나 성인물도 담당하고 있다. 부정기적으로 간행하는 그라비아 사진집이나 헤어 누드 사진집 등이 화제가 되기도 했으며, 이때 얻은 이익으로 건설했다고 불리는 본사의 빌딩을 두고 출판 관계자가 음모(陰毛) 빌딩이라고 부르는 경우도 있다고 한다.

## 주요 간행물

### 문고
- 다케쇼보 문고
- 감마 문고(휴간)
- 제타 문고